# 不思議の国ニッポン
不思議の国ニッポン（ふしぎのくににっぽん）とはポール・ボネのシリーズ本と飯田利秋、神尾登喜子の著作の書籍タイトルである。

## 飯田利秋版
『不思議の国ニッポン–世界の人が信じてるヘンな日本おかしな日本人!!』 (竹書房文庫) 
- 初版：1994年 (ISBN 978-4884759247)

内容
海外の教科書に紹介された日本や、外国人がいかに歪んだ形の日本を紹介されていたかを映画や留学生のインタビューやまた欧米の映画に描かれている日本や日本人の描写など検証、紹介するムック本。在日有名外国人のインタビュー記事もあり。

## ポール・ボネ版
- 不思議の国ニッポン Vol.1―在日フランス人の眼 (角川文庫）
- 不思議の国ニッポン Vol.2―在日フランス人の眼 (角川文庫）
- がんばれ!!日本人―不思議の国ニッポン (角川文庫）
- ご用心!不思議の国ニッポン―在日フランス人の目 (角川文庫）
- 不思議の国ニッポン〈Vol.11〉ニッポン株式会社 (角川文庫）
- 不思議の国ニッポン〈Vol.17〉バブルとYEN高(角川文庫）
- 不思議の国ニッポン〈Vol.19〉“ノン”と言えない大国ニッポン (角川文庫）
- 生活小国家ニッポン―不思議の国ニッポン〈Vol.20〉 (角川文庫）
- ホント不思議の国ニッポン―在日フランス人の眼 (角川文庫）